# یحیی شمشادیان
یحیی شمشادیان (زاده ۱۰ بهمن ۱۳۳۲ – درگذشته ۱۵ مهر ۱۳۶۱) خلبان بالگرد هوانیروز ارتش جمهوری اسلامی ایران بود. عمده سرشناسی وی جدای از مهارت ویژه در پرواز، حضور فعال و تأثیرگذار بیست و سه‌ماهه در جریان جنگ ایران و عراق و نحوه کشته شدن اوست.

## زندگی‌نامه
یحیی شمشادیان در ۱۰ بهمن سال ۱۳۳۲ در خانواده‌ای یارسان در شهرستان قصر شیرین در استان کرمانشاه زاده شد. تحصیلات دوره ابتدایی، راهنمایی و هنرستان خود را در شهر کرمانشاه پشت سر گذاشت و در سال ۱۳۵۲ با دیپلم برق در هوانیروز استخدام شد. دوره نظامی و زبان را در تهران به اتمام رساند و پس از آن برای آموزش پرواز با هلیکوپتر به دانشکده مرکز آموزش هوانیروز اصفهان اعزام شد. دوره‌های پرواز با هلیکوپتر کبرا و موشک تاو را به پایان رساند و سپس با درجه ستوان سومی به هوانیروز کرمانشاه منتقل شد.

## فعالیت‌ها
عمده عملیات‌هایی که یحیی شمشادیان در آنها حضور داشت مربوط به غرب ایران بود. شمشادیان بارها پادگان ابوذر و شهرستانهای سرپل ذهاب و گیلانغرب را از سقوط نجات داد. او نقش بسزایی در عقب راندن احزاب مسلح کرد در دوران جنگ هشت ساله داشت. مقاومت او در جبهه‌های سومار و سرپل ذهاب آنچنان از لحاظ نظامی حائز اهمیت بود، که با ۱۸ سال ارشدیت درجه تشویقی دریافت کرد. وی در عملیاتهای مسلم بن عقیل، فتح و میمک فرماندهی تیم پرواز را بر عهده گرفت که به همراه دیگر اعضای تیم در ارتفاعات ۴۰۲ و دیگر مناطق عملیاتی موفق شدند ۱۳ تانک ارتش عراق را منهدم کنند و شمار زیادی از نیروهای بعثی را از بین ببرند.

## کشته شدن
روز ۱۵ مهر ۱۳۶۱، یحیی شمشادیان به همراه یک تیم، با ۳ فروند هلیکوپتر در ارتفاع ۴۰۲ به سمت سومار حرکت کردند. شمشادیان و تیمش در این عملیات که به منظور دفاع و پشتیبانی از نیروهای زمینی طرح‌ریزی شده بود، در ابتدا موفق شدند با سرکوب پاتک تلفات سنگینی به ارتش عراق وارد کنند. در همان عملیات یحیی شمشادیان به همراه هم پروازش خلبان یدالله واعظی در ۱۴:۳۰ دقیقه بعد از ظهر پس از ساعت‌ها درگیری، در ارتفاع ۴۰۲ هدف شلیک مستقیم گلوله تانک قرار گرفتند. در اثر اصابت گلوله مستقیم تانک، یحیی شمشادیان در حالی که یک پایش قطع می‌شود بلافاصله جان خود را از دست می‌دهد. او با درجه سرلشگری در «گلزار شهدا» ی گورستان باغ فردوس کرمانشاه به خاک سپردند.